# José Goncalves Heleno
José Gonçalves Heleno (ur. 3 listopada 1927 w Cipotânea, zm. 1 września 2021 w Caratinga) – brazylijski duchowny rzymskokatolicki, w latach 1977-2001 biskup Governador Valadares.

## Życiorys
Święcenia kapłańskie przyjął 30 listopada 1952. 19 lipca 1976 został prekonizowany koadiutorem diecezji Governador Valadares. Sakrę biskupią otrzymał 18 października 1976. 7 grudnia 1977 objął urząd ordynariusza. 25 kwietnia 1977 zrezygnował z urzędu.